# Паранойяльная шизофрения
Паранойя́льная шизофрени́я — психическое расстройство, при котором преобладает паранойяльный синдром, то есть систематизированный монотематический бредовый синдром различного содержания (паранойяльный бред, обычно с персекуторным содержанием, то есть с идеями преследования). При этом характерно медленное нарастание негативной (дефицитарной) симптоматики, чего в случае паранойи не наблюдается.

## Клиническая картина
Развивается паранойяльная шизофрения, как правило, у людей, прежде отличавшихся обострённой нетерпимостью к несправедливости, высокомерием, активностью и настойчивостью. Начинается болезнь обычно до 30 лет, часто в юношеском возрасте.
Данный бредовой психоз на первых этапах развития отличается особенностями, характерными для сверхценного бреда: поглощённость и одержимость бредовыми идеями (особенно при бредовых идеях величия — при бреде изобретательства или реформаторства), преобладание их в сознании, аффективная напряжённость (особенно при любовном бреде, ипохондрическом или бреде ревности), внешняя правдоподобность бредовых идей и своеобразие тематики.
Далее психоз развивается очень медленно: постепенная систематизация и расширение бреда происходит на протяжении 10—15 лет.
Течение обычно непрерывное, но бывает и течение в форме приступов по типу острой или периодической паранойи. Однако в преобладающем большинстве подобных случаев приступы не разделены глубокими ремиссиями, а возникают в виде регулярных вспышек психоза на фоне вялого течения.
Независимо от типа течения (приступообразного или непрерывного), выраженного интеллектуального снижения при развитии болезни обычно не наступает.

## Связь с параноидной шизофренией
Некоторыми авторами паранойяльная шизофрения рассматривается как вариант параноидной шизофрении. В «Руководстве по психиатрии» А. С. Тиганова, к примеру, она рассматривается как самостоятельный вариант параноидной шизофрении с затянувшимся на долгий период паранойяльным этапом (при параноидной шизофрении обычно наблюдается смена этапов: инициальный → паранойяльный → параноидный → парафренный).
Другие авторы указывают, что паранойяльная шизофрения хоть и сходна с паранойяльным этапом параноидной шизофрении, но картина болезни на всём протяжении ограничена систематизированным бредом, и перехода на параноидный этап вообще не происходит.

## Классификация

### МКБ-9
В Международной классификации болезней, травм и причин смерти 9-го пересмотра (МКБ-9), адаптированной для использования в СССР, выделялась вялотекущая параноидная (паранойяльная) шизофрения (код 295.53), которая являлась подтипом вялотекущей шизофрении.

### МКБ-10
В МКБ-10, адаптированной для использования в Российской Федерации, паранойяльная шизофрения носит код F22.82. При этом включается:
- паранойяльная шизофрения с кверуляторным бредом;
- паранойяльная шизофрения с любовным (эротическим) бредом;
- паранойяльная шизофрения с бредом реформаторства;
- паранойяльная шизофрения с сутяжным бредом;
- паранойяльная шизофрения с бредом изобретательства;
- паранойяльная шизофрения с бредовой формой дисморфофобии.

Паранойяльная шизофрения с сензитивным бредом отношений обозначается кодом F22.03.